# Гуркюфф, Йоанн
Йоа́нн Миге́ль Гуркю́фф (фр. Yoann Miguel Gourcuff, французское произношение [joan ɡuʁkyf]; род. 11 июля 1986, Плёмёр, Морбиан, Бретань) — французский футболист, полузащитник, игравший за сборную Франции. Играет в основном на позиции атакующего полузащитника, но также может быть использован в качестве оттянутого форварда и описывается как «идеальный плеймейкер». Гуркюфф был описан бывшим французским футболистом Давидом Жинола как лучший французский игрок своего поколения. Его стиль игры и способности часто сравнивают с игрой легендарного Зинедина Зидана. По окончании контракта с Олимпик Лионом вернулся в свой первый клуб — «Ренн».

## Биография
Гуркюфф является сыном Кристиана Гуркюффа, бывшего менеджера клуба «Лорьян», где Йоанн начал свою карьеру. В 2001 году он пошёл по стопам своего отца и присоединился к Футбольному клубу Ренн. После прогресса в играх за молодёжную команду, Гуркюфф быстро стал любимцем болельщиков и вскоре к нему проявили интерес за рубежом, что привело к его переезду в итальянский «Милан». Но Гуркюфф, так и не сумел пробиться в стартовый состав «Милана», и вскоре он был отправлен на правах аренды обратно во Францию в клуб «Бордо». После успешного сезона, в котором Бордо выиграл чемпионат и Кубок Лиги, в котором Гуркюфф сыграл важную роль, Бордо выкупила права на него у Милана. В декабре 2009 года, он был назван лучшим французским игроком года за 2009 год. В августе 2010 года перешёл в «Лион», контракт был рассчитан на пять лет.

## Карьера

### Клубная
Начав свою карьеру в «Лорьяне», главным тренером которого был Кристиан Гуркюфф, его отец. В 2001 году Йоанн подписал контракт с «Ренном».
В сезоне 2003/04 он сыграл 9 матчей. Следующие сезоны были более успешны. В сезоне 2005/06 Гуркюфф забил 16 голов, а «Ренн» завершил сезон на 7-м месте и завоевал место в Кубке Интертото.
Летом 2006 года ведущие клубы Европы, такие, как «Валенсия», «Аякс» и «Арсенал», были заинтересованы в покупке игрока, но Гуркюфф выбрал «Милан», подписав контракт до 2011 года. Свою карьеру в этом клубе Йоанн начал голом в ворота клуба АЕК в матче Лиги чемпионов. В июне 2008 года «Милан» отдал Гуркюффа в аренду во французский «Бордо», в составе которого он стал лучшим игроком чемпионата Франции. Позже «Бордо» выкупил трансфер Йоанна за €15 млн.
23 августа 2010 года лионский «Олимпик» выкупил у «Бордо» трансфер футболиста за €22 млн. 25 августа Гуркюфф подписал с лионцами 5-летний контракт. После истечения срока этого договора Гуркюфф ушел из «Лиона» на правах свободного агента.
Следующей командой Йоанна Гуркюффа стал «Ренн». Проведя в команде год, Йоанн продлил контракт с «Ренном» до 2018 года. После его окончания «Ренн» решил расстаться с Гуркюффом.

### В сборной
Гуркюфф выступал за сборную Франции на юниорском и молодёжном уровне и был частью французской команды на победном юниорском чемпионате Европы 2005.

## Достижения

### Командные
«Милан»
- Победитель Лиги чемпионов: 2007
- Обладатель Суперкубка УЕФА: 2007
- Победитель Клубного чемпионата мира: 2007

«Бордо»
- Чемпион Франции: 2009
- Обладатель Кубка Французской Лиги: 2009
- Обладатель Суперкубка Франции (2): 2008, 2009

«Лион»
- Обладатель Кубка Франции: 2012
- Обладатель Суперкубка Франции: 2012

Юношеская сборная Франции
- Победитель юношеского чемпионата Европы (до 19 лет): 2005

### Личные
- Футболист года во Франции: 2009

## Статистика выступлений

### Клубная
| Выступление      | Выступление      | Выступление      | Чемпионат | Чемпионат | Кубки | Кубки | Еврокубки | Еврокубки | Итого | Итого |
| Клуб             | Лига             | Сезон            | Игры      | Голы      | Игры  | Голы  | Игры      | Голы      | Игры  | Голы  |
| ---------------- | ---------------- | ---------------- | --------- | --------- | ----- | ----- | --------- | --------- | ----- | ----- |
| Ренн             | Лига 1           | 2003/2004        | 9         | 0         | 1     | 0     | 0         | 0         | 10    | 0     |
| Ренн             | Лига 1           | 2004/2005        | 21        | 0         | 2     | 0     | 0         | 0         | 23    | 0     |
| Ренн             | Лига 1           | 2005/2006        | 36        | 6         | 6     | 0     | 5         | 0         | 47    | 6     |
| Ренн             | Итого            | Итого            | 66        | 6         | 9     | 0     | 5         | 0         | 80    | 6     |
| Милан            | Серия А          | 2006/2007        | 21        | 1         | 4     | 0     | 8         | 1         | 33    | 2     |
| Милан            | Серия А          | 2007/2008        | 15        | 1         | 2     | 0     | 3         | 0         | 20    | 1     |
| Милан            | Итого            | Итого            | 36        | 2         | 6     | 0     | 11        | 1         | 53    | 3     |
| Бордо            | Лига 1           | 2008/2009        | 37        | 12        | 5     | 1     | 7         | 0         | 49    | 13    |
| Бордо            | Лига 1           | 2009/2010        | 29        | 6         | 6     | 1     | 8         | 2         | 43    | 9     |
| Бордо            | Лига 1           | 2010/2011        | 3         | 0         | 0     | 0     | 0         | 0         | 3     | 0     |
| Бордо            | Итого            | Итого            | 69        | 18        | 11    | 2     | 15        | 2         | 95    | 22    |
| Лион             | Лига 1           | 2010/2011        | 24        | 3         | 2     | 0     | 7         | 1         | 33    | 4     |
| Лион             | Лига 1           | 2011/2012        | 13        | 2         | 5     | 0     | 5         | 0         | 23    | 2     |
| Лион             | Лига 1           | 2012/2013        | 18        | 3         | 2     | 0     | 3         | 1         | 23    | 4     |
| Лион             | Лига 1           | 2013/2014        | 18        | 3         | 4     | 3     | 8         | 0         | 30    | 6     |
| Лион             | Лига 1           | 2014/2015        | 17        | 3         | 2     | 0     | 0         | 0         | 19    | 3     |
| Лион             | Итого            | Итого            | 90        | 15        | 15    | 0     | 23        | 2         | 128   | 17    |
| Ренн             | Лига 1           | 2015/2016        | 12        | 2         | 0     | 0     | 0         | 0         | 12    | 2     |
| Ренн             | Лига 1           | 2016/2017        | 27        | 4         | 1     | 0     | 0         | 0         | 28    | 4     |
| Ренн             | Лига 1           | 2017/2018        | 10        | 1         | 3     | 0     | 0         | 0         | 13    | 1     |
| Ренн             | Итого            | Итого            | 49        | 7         | 4     | 0     | 0         | 0         | 53    | 7     |
| Всего за карьеру | Всего за карьеру | Всего за карьеру | 310       | 48        | 45    | 2     | 54        | 5         | 409   | 55    |

### Международная
| Сборная | Год   | Игры | Голы |
| ------- | ----- | ---- | ---- |
| Франция | 2008  | 6    | 1    |
| Франция | 2009  | 10   | 0    |
| Франция | 2010  | 9    | 2    |
| Франция | 2011  | 3    | 1    |
| Франция | 2012  | 2    | 0    |
| Франция | 2013  | 1    | 0    |
| Всего   | Всего | 31   | 4    |